# سياسة الطاقة في روسيا

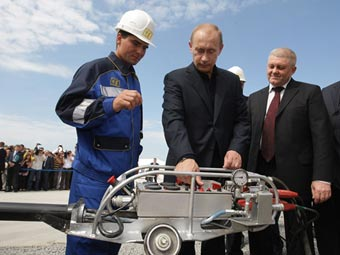
بوتين في مراسم افتتاح خط أنابيب الغاز في خاباروفسك

سياسة الطاقة في روسيا هي وثيقة استراتيجية للطاقة، تحدد السياسات المتبعة في الفترة حتى 2020. في عام 2000 وافقة الحكومة الروسية على البنود الأساسية لاستراتيجية الطاقة حتى 2020، وفي 2003 تم التصديق على الاستراتيجية الجديدة من قبل الحكومة. وتحتوي وثيقة الطاقة على أولويات عديدة: زيادة ترشيد الطاقة، تقليل الملوثات البيئية، التنمية المستدامة، تنمية الطاقة، والتنمية التكنولوجية، بالإضافة إلى تحسين الفاعلية والقدرة على المنافسة.
وقع الرئيس الروسي في يوليو 2008 قانونًا يسمح للحكومة بتخصيص مخزونات النفط والغاز الاستراتيجية في الجرف القاري دون إجراء مزاد علني. وقعت روسيا في 17 فبراير 2011 صفقة مع الصين، تنص على تزويد روسيا الصين بكميات كبيرة من النفط الخام عبر خطوط أنابيب جديدة على مدى السنوات العشرين المقبلة مقابل 25 مليار دولار من القروض الصينية لشركات النفط الروسية.
اعتبارًا من عام 2014، شكل النفط والغاز أكثر من 60% من صادرات روسيا وشكلا أكثر من 30% من الناتج المحلي الإجمالي (جي دي بّي) للبلاد. أدت سياسة الطاقة الروسية لضخ 10.6 مليون برميل من النفط يوميًا إلى إنتاج ما يقارب 4 مليارات برميل سنويًا. تبلغ احتياطيات روسيا المؤكدة من النفط 200 مليار برميل. ويمكن أن توفر إمكاناتها الهيدروكربونية المتاحة الطاقة لاقتصاد الأمة المتنامي لمدة 30 عامًا. خلقت سياسة الطاقة الروسية والكمية المحدودة المستنفدة من النفط وضخ المزيد من النفط بسعر منخفض، مشاكل حالية ومستقبلية للاقتصاد الروسي.
تمتلك روسيا، كنسبة مئوية من إجمالي الاحتياطيات العالمية، 54% من الغاز، و46% من الفحم، و14% من اليورانيوم و13% من النفط. ازداد إنتاج وتصدير النفط الروسي ازديادًا كبيرًا منذ عام 2000، وفي عام 2006، تجاوز مؤقتًا إنتاج المملكة العربية السعودية. ومنذ عام 2016، اعتبرت روسيا أكبر منتج للنفط الخام. تعد روسيا أيضًا أكبر منتج للطاقة في العالم.
لم تنتسب روسيا إلى منظمة أوبك (منظمة البلدان المصدرة للنفط) وقدمت نفسها كبديل لموارد الطاقة في الشرق الأوسط، مؤكدةً أنها في الواقع «مورد طاقة موثوق وأنها تسعى فقط إلى استخدام موقعها كمورد مهم لتعزيز أمن الطاقة العالمي».
يعتمد الاقتصاد الروسي اعتمادًا كبيرًا على تصدير الموارد الطبيعية مثل النفط والغاز الطبيعي، واستخدمت روسيا هذه الموارد لمصلحتها السياسية. ومن ناحية أخرى، عملت الولايات المتحدة وغيرها من البلدان الغربية على التقليل من اعتماد أوروبا على روسيا ومواردها. وابتداءً من منتصف القرن الحادي والعشرين، خاضت روسيا وأوكرانيا عدة نزاعات هددت فيها روسيا بقطع إمدادات الغاز. أثرت تلك النزاعات على عدة دول أوروبية أخرى، نظرًا لتصدير كمية كبيرة من الغاز الروسي إلى أوروبا عبر خطوط أنابيب تعبر أوكرانيا. بذلت جهود خاصة في عهد بوتين للسيطرة على قطاع الطاقة الأوروبي. ولعب النفوذ الروسي دورًا رئيسيًا في إلغاء بناء خط أنابيب نابوكو، الذي كان سيوفر الغاز الطبيعي من أذربيجان، لصالح ساوث ستريم (رغم إلغاء ساوث ستريم لاحقًا). سعت روسيا أيضًا إلى إنشاء اتحاد اقتصادي أوروآسيوي يتألف من روسيا وغيرها من بلدان ما بعد الاتحاد السوفيتي.

## استراتجية الطاقة
قام اقتصاد اتحاد الجمهوريات السوفيتية الاشتراكية على نظام ملكية الدولة لوسائل الإنتاج والزراعة الجماعية والتصنيع الصناعي والتخطيط الإداري المركزي. وتميز الاقتصاد بسيطرة الدولة على الاستثمار والملكية العامة للأصول الصناعية. استثمر الاتحاد السوفيتي استثمارًا كثيفًا في مشاريع البنية التحتية، وشمل ذلك كهربة مناطق شاسعة، وبناء وصيانة أنابيب الغاز الطبيعي والنفط التي امتدت خارج روسيا إلى جميع دول الاتحاد الجمهوريات السوفيتية الاشتراكية. مهد هذا النوع من الاستثمار الطريق لروسيا لتصبح قوة عظمى في مجال الطاقة.
وافقت الحكومة الروسية على مفهوم سياسة الطاقة الوطنية الروسية في عام 1992، وقررت تطوير إستراتيجية الطاقة. وأسست اللجنة المشتركة بين الوكالات لتحقيق هذا الهدف
وافقت الحكومة في ديسمبر 1994، على إستراتيجية الطاقة الروسية (الأحكام الرئيسية)، ثم صدر مرسوم رئاسي في 7 مايو 1995 حدد أول إستراتيجية طاقة روسية لفترة ما بعد الاتحاد السوفيتي تعلقت بالاتجاهات الرئيسية لسياسة الطاقة وإعادة هيكلة صناعة الوقود والطاقة في الاتحاد الروسي للفترة الممتدة حتى عام 2010، وصدر قرار حكومي في 13 أكتوبر 1995 أقر الأحكام الرئيسية لاستراتيجية الطاقة في الاتحاد الروسي.
عدلت الاستراتيجية تحت رئاسة فلاديمير بوتين. وفي 23 نوفمبر 2000، أقرت الحكومة الأحكام الرئيسية لاستراتيجية الطاقة الروسية حتى عام 2020. قدمت وزارة الطاقة الروسية في 28 مايو 2002 شرحًا تفصيليًا للأحكام الرئيسية. واستنادًا إلى هذه الوثائق، أقرت الحكومة إستراتيجية الطاقة الروسية الجديدة حتى عام 2020 في 23 مايو 2003، وأكدتها في 28 أغسطس 2003. حدد هدف إستراتيجية الطاقة الرئيسي في الوصول إلى نوعية أفضل لمزيج الوقود والطاقة وتعزيز القدرة التنافسية لإنتاج وخدمات الطاقة الروسية في السوق العالمية. وتحقيقًا لهذه الغاية، ركزت سياسة الطاقة طويلة الأمد على سلامة الطاقة وفعاليتها وفعالية الميزانية وأمن الطاقة البيئي.
حددت إستراتيجية الطاقة الأولوية الرئيسية لاستراتيجية الطاقة الروسية على أنها زيادة كفاءة الطاقة (بمعنى تقليل كثافة الطاقة في نفقات الإنتاج وإمدادات الطاقة)، وتقليل التأثير على البيئة، والتنمية المستدامة، وتنمية الطاقة، والتطويرالتكنولوجي، بالإضافة إلى تحسين الفعالية والقدرة التنافسية.

## روسيا وأوبك

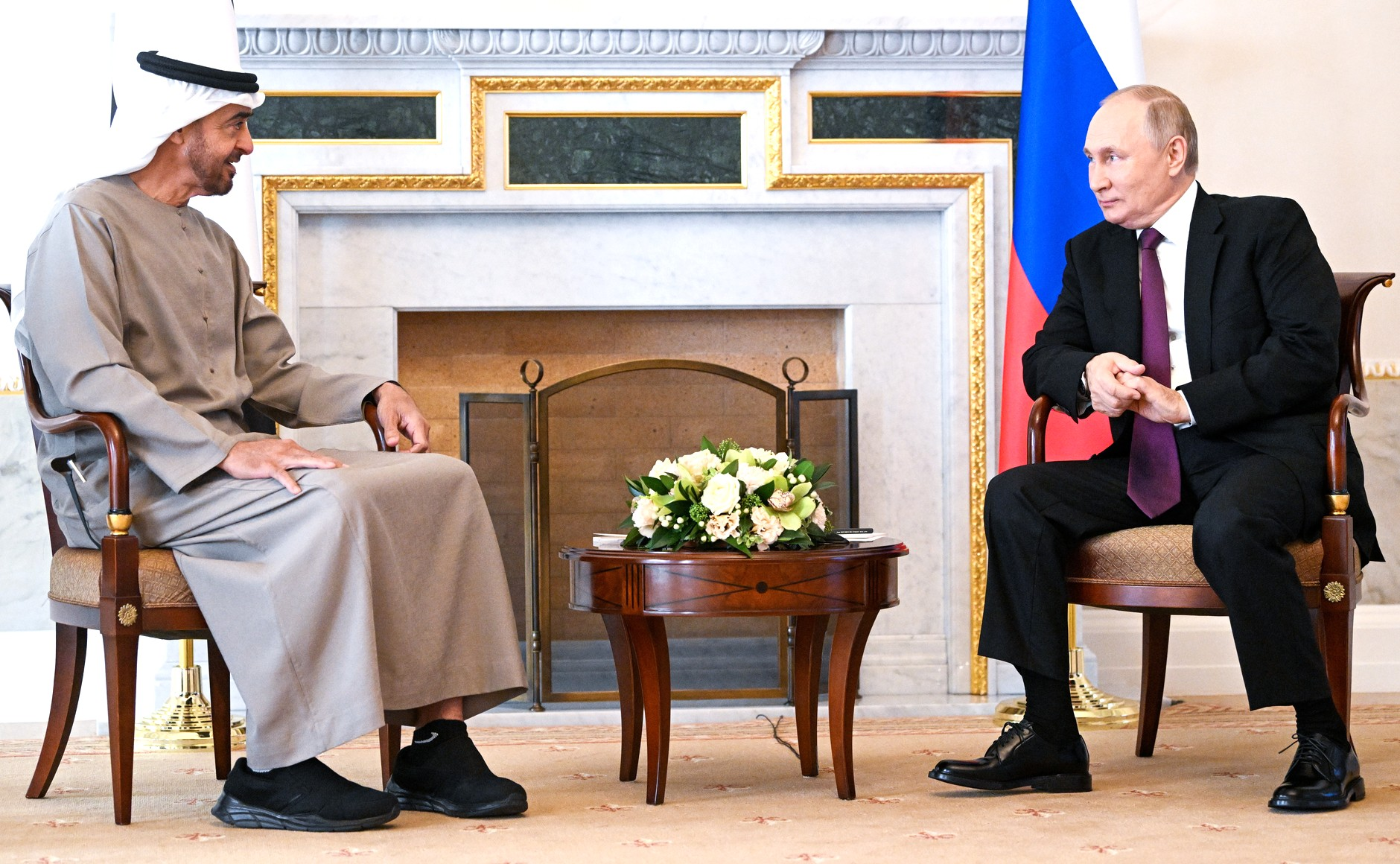
رئيس الإمارات العربية المتحدة محمد بن زايد آل نهيان في اجتماع مع رئيس روسيا فلاديمير بوتين في سانت بطرسبرغ، روسيا

دعت منظمة البلدان المصدرة للنفط، دون جدوى، روسيا إلى الانضمام إليها عدة مرات. وفي عام 2008، ومع انخفاض أسعار النفط، أعلنت روسيا أنها ستعمل مع منظمة أوبك لتنسيق خفض الإنتاج.
ورد في عام 2013، أن المملكة العربية السعودية حثت روسيا على الانضمام إلى أوبك، لكن روسيا رفضت العرض. أعربت روسيا عن رغبتها في إلى أوبك كمراقب، الأمر ما أدى إلى زيادة الاتصالات التي سعت إليها روسيا منذ انهيار أسعار النفط في عام 2014. وقدر في عام 2015، أن عمل روسيا مع أوبك سيعزز نفوذ الكارتل بنحو الثلث.
أبرمت روسيا وأوبك عدة اتفاقيات لخفض إنتاج النفط لرفع سعر النفط منذ مارس 1999، عندها جرى التوصل إلى صفقة من اتفاق بين أوبك ومنتجي النفط من خارج أوبك لرفع أسعار الخام عن أدنى مستوياتها.
في يونيو 2015، استقبل الرئيس الروسي فلاديمير بوتين ولي عهد السعودية محمد بن سلمان ووزير البترول والثروة المعدنية السعودي علي النعيمي. وتحدث الأخير عن «إقامة تحالف بترولي بين البلدين لصالح سوق النفط العالمي والدول المنتجة واستقرار السوق وتحسينه». في أواخر نوفمبر 2016، وافقت روسيا على الانضمام إلى دول أوبك لخفض إنتاج النفط، مع بدء سريان التخفيضات من 1 يناير 2017 إلى ستة أشهر.

## البداية
في 21 مارس 1961 - تدفق النفط من أول بئر بترولية في سيبريا الغربية. وقد توقع الخبراء قبل الحرب العالمية الثانية وجود احتياطي هائل من النفط في سيبيريا. إلا أن التنقيب عن الحقول النفطية واستثمارها في الغابات الوعرة والمستنقعات أمر في منتهى الصعوبة. ولذا لم يتمكن الاتحاد السوفيتي من الشروع بتنفيذ المشروع البترولي السيبيري الضخم إلا بعد الارتفاع العاصف في اسعار النفط التي جعلت الإستثمار في سيبيريا مربحاً ومجزياً. وفي عام 2010، أصبحت سيبيريا تنتج قرابة 600 مليون طن من النفط سنوياً و500 مليار م³ من الغاز.